# فايد حسين فايد مجلي
فايد حسين فايد مجلي (1904 – 1987 م) زعيم قبلي يمني، ولد في قرية العبدين، مديرية سحار بمحافظة صعدة، شارك في أحداث ثورة الدستور عام 1948م، وسجن بعد فشلها، وشارك في انقلاب 1955 الذي قاده المقدم أحمد الثلايا في تعز، وسجن إثر فشل هذا الانقلاب في سجن «الرادع» في صنعاء، كما شارك في أحداث ثورة 26 سبتمبر عام 1962م، وشهد عددًا من معاركها.
توفي عام 1987 م في الرياض، ودفن في مقبرة السوادية بقرية العبدين.

## مناصب
عين في 1962 عضوًا في المجلس الوطني الأعلى بعد قيام ثورة 26 سبتمبر اليمنية، ثم مسؤولا عسكرياً لمحافظة صعدة حتى عام 1390 هـ/ 1970م، ثم عضوًا في مجلس الشعب التأسيسي.